# Veľké Blahovo
Veľké Blahovo, do roku 1948 Veľký Aboň, (maďarsky Nagyabony nebo Nemesabony) je obec v okrese Dunajská Streda na Slovensku. Obec se nachází na Velkém Žitném ostrově, části slovenské Podunajské nížiny. Od Dunajské Stredy je vzdálena tři kilometry (směrem na sevorozápad).

## Historie
Veľké Blahovo bylo poprvé písemně zmíněno v roce 1162 jako terra Oboni. Maďarský název je odvozen od starého maďarského jména Aba. Ves patřila rodům z nižší šlechty, jmenovitě jsou uváděni Ordódy, Csiba, Olgyay, Mórocz, Csomor, Fehér, Gazdagh a Rényi. V letech 1760-1765 byl postaven ordódský venkovský palác v rokokovém stylu, ale kolem roku 1950 byl zbořen. V roce 1828 zde bylo 131 domů a 940 obyvatel zaměstnaných v zemědělství. Do roku 1918 bylo území obce součástí Uherska. V důsledku první vídeňské arbitráže bylo v letech 1938 až 1945 součástí Maďarska. V roce 1948 byl název Veľký Aboň změněn na Veľké Blahovo. Při sčítání lidu v roce 2011 žilo ve Veľkém Blahově 1 448 lidí, z toho 1 071 Maďarů, 307 Slováků, 17 Romů, šest Čechů, pět Židů a po jednom Bulharovi, Chorvatovi, Polákovi, Srbovi a Ukrajinci; šest obyvatel bylo z jiných etnických skupin; 31 obyvatel nepodalo žádné informace.

## Stavební památky
- Římskokatolický kostel v barokním stylu (z roku 1761)
- Neoklasicistní kaple z konce 19. století

## Doprava
V obci je železniční stanice na trati Bratislava–Komárno.

## Rodáci
- János Bihari, narozen jako János Sipos, (1764–1827), houslista, primáš a hudební skladatel